# رمضان اسعاد
رمضان اسعاد (به فرانسوی: Ramdane Issaad) نویسنده قرن بیستم میلادی اهل فرانسه است.